# Farní sbor Českobratrské církve evangelické v Sázavě
Farní sbor Českobratrské církve evangelické v Sázavě je sborem Českobratrské církve evangelické (ČCE). Sbor spadá pod Horácký seniorát. Sbor užívá kostel v Sázavě a sborovou místnost a sál v moderní dřevo-stavbě „stodole“ v přilehlé faře.
Farářkou sboru je Mgr. Alžběta Hatajová, kurátorem je Ing. Radek Černý.

## Kazatelská stanice v Přibyslavi

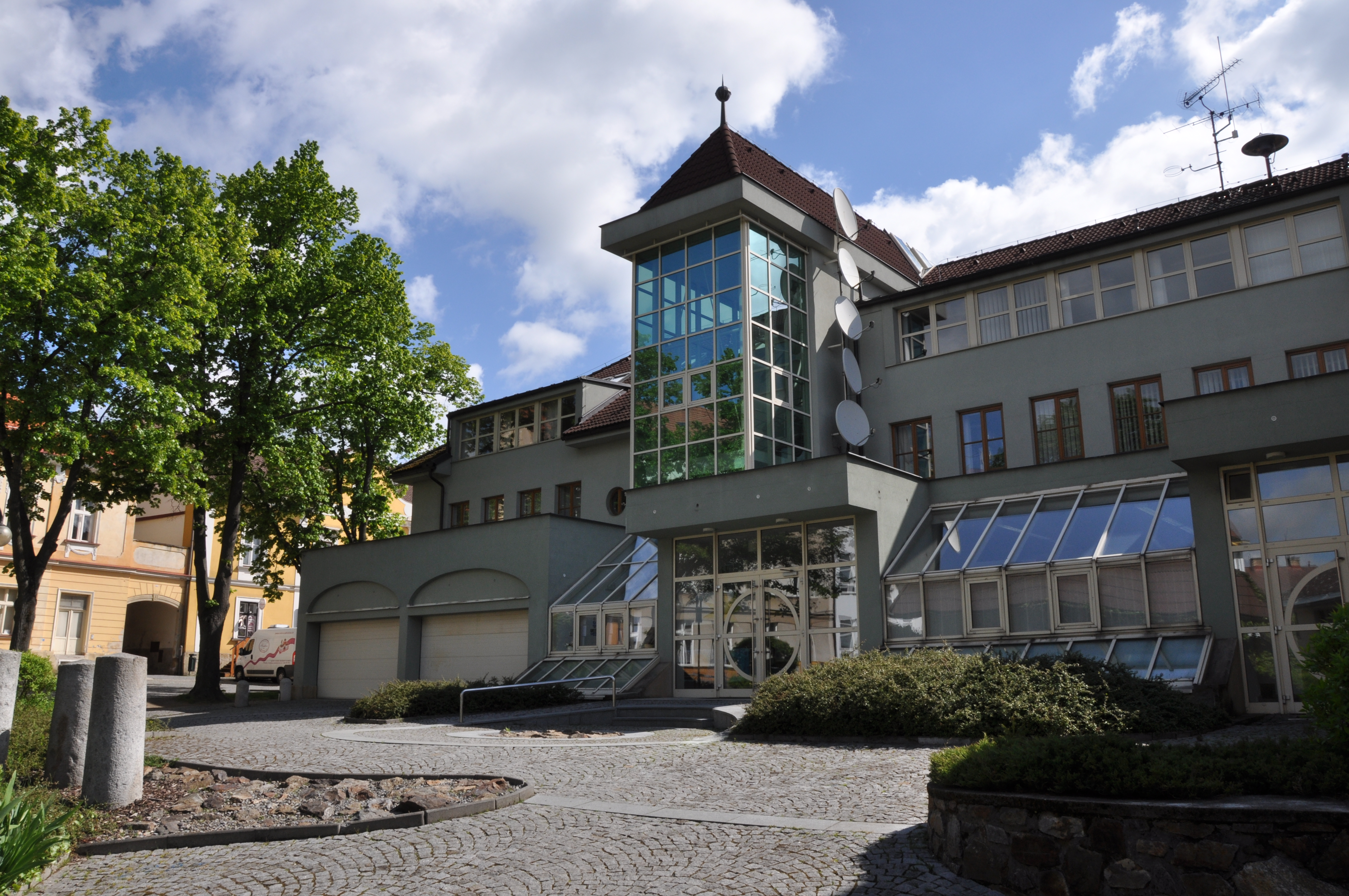
Budova přibyslavského městského úřadu, kde se konají evangelické bohoslužby

Kazatelská stanice v Přibyslavi vedle přibyslavské pečuje ještě o kazatelskou stanici ve Žďáře nad Sázavou. Mezi roky 1941 a 1962 patřila k sázavskému sboru také kazatelská stanice v Polné. Přibyslavská kazatelská stanice vznikla během druhé světové války roku 1942. K roku 2014 se zdejší věřící k bohoslužbám scházejí jednou měsíčně, a to zpravidla první neděli v měsíci, od 15 hodin v prostorách místního městského úřadu.

## Faráři sboru
- Jan Bodnar (1786–1787)
- Mikuláš Toronay (1787–1791)
- Aron Settinius (1825–1827)
- Josef Esteřák (1827–1874)
- Jan Mareš (1870–1899)
- Čeněk Fiala (1900–1902)
- Jakub Caha (1903–1924)
- Josef Marek (1925–1929)
- Emil Pokorný (1929–1943)
- Bedřich Trégl (1939)
- Bohuslav Teplý ThDr (1944–1947)
- Vladimír Doule (1949–1970)
- Jan Čapek (1971–1989)
- Jan Svoboda (1990–1991)
- Jan Široký (1991–2007)
- Petr Gallus Th.D.(2007–2016)
- Michael Erdinger[4]
- Alžběta Hatajová (2017 - ...)